# Smiles
Pour les articles homonymes, voir Smile.
Pour plus de détails, voir Fiche technique et Distribution.
Smiles est un film muet américain réalisé par Arvid E. Gillstrom, sorti en 1919.

## Fiche technique
- Titre : Smiles
- Réalisation : Arvid E. Gillstrom
- Scénario : Ralph Spence, Arvid E. Gillstrom, Albert Glassmire
- Photographie :
- Montage :
- Musique :
- Producteur : William Fox
- Société de production : Fox Film Corporation
- Pays d'origine :  États-Unis
- Langue : intertitres en anglais
- Format : Noir et blanc — 35 mm — 1,33:1 — Son : Muet
- Genre : Comédie
- Durée : 50 minutes
- Dates de sortie :
  -  États-Unis : 23 février 1919

## Distribution
- Jane Lee : Jane
- Katherine Lee : Kaatherine
- Ethel Fleming : Lucille Forres
- Val Paul : Tom Hayes
- Carmen Phillips : Madame Yelba
- Charles Arling : Wagner
- Katherine Griffith : la gouvernante
- Barbara Maier : la petite fille